# Felix Specht
Ernst August Felix Specht (* 14. Februar 1850 in Fraustadt; † im 20. Jahrhundert) war ein deutscher Reichsgerichtsrat.

## Leben
Der Sohn des Pastors Johannes Specht studierte nach dem Abitur 1868 am Gymnasium in Groß-Glogau Rechtswissenschaften in Berlin. Während seines Studiums wurde er 1868 Mitglied der Berliner Burschenschaft Arminia. 1872 wurde der preußische Staatsangehörige vereidigt und trat in den Staatsdienst ein. 1877 wurde er Kreisrichter und 1879 Amtsrichter. Er war tätig in Graetz und Posen. 1881 erfolgte die Ernennung zum Landrichter. Als Landrichter arbeitete er in Ostrowo und Posen. 1890 wurde er zum Landgerichtsrat befördert und 1893 zum Kammergerichtsrat. 1903 kam er an das Reichsgericht. Er war im VII. Zivilsenat tätig. 1922 trat er in den Ruhestand. Hanns Specht war sein Sohn.